# 2019-es UEFA Női Bajnokok Ligája-döntő
2019-es UEFA Női Bajnokok Ligája-döntő az európai női labdarúgó-klubcsapatok legrangosabb tornájának 10., jogelődjeivel együttvéve a 18. döntője volt. Ez volt az első alkalom, hogy a nők döntőjét nem ugyanazon a helyszínen rendezték, ahol a férfiak döntőjét, hanem önálló rendezvényt és helyszínt kapott a mérkőzés.
A mérkőzést a budapesti Groupama Arénában rendezték 2019. május 18-án, a két résztvevő csapat a Lyon és a Barcelona volt.
A Lyon megvédve címét 4–1-re győzött, sorozatban negyedszer, összességében hatodszor megnyerve a Bajnokok Ligáját.

## A csapatok
| Csapat    | Döntős szereplések (Félkövérrel a győztes évek) |
| --------- | ----------------------------------------------- |
| Lyon      | 7 (2010, 2011, 2012, 2013, 2016, 2017, 2018)    |
| Barcelona | Korábban nem szerepelt döntőben                 |

Lyon, amely a legtöbb címet (öt) és a legtöbb egymást követő címet (három) szerezte, az első csapat lett amely nyolc döntőbe is kvalifikálta magát. A Barcelona az első spanyol döntős volt, egyben az első klubcsapat amelynek esélye nyílott arra, hogy a férfiak csapata után a nők is megnyerjék Európa legrangosabb klubsorozatát.

## Helyszín
Az UEFA 2016. december 9-én először nyílt pályázatot írt ki, hogy kiválassza a klubversenyek döntőinek helyszíneit (UEFA-bajnokok ligája, Európa-liga, UEFA Női bajnokok ligája és UEFA-szuperkupa). A szövetségeknek 2017. január 27-ig kellett kifejezniük az érdeklődésüket és az ajánlattételi dokumentációt 2017. június 6-ig kellett benyújtaniuk.
Az UEFA 2017. február 3-án bejelentette, hogy hat pályázat érkezett a rendezésre.  2017. június 7-én megerősítették, hogy két szövetség ajánlatot tett a 2019-es UEFA Női bajnokok ligája döntőjének megrendezésére:
| Ország       | Stadion        | Város    | Befogadóképesség | Megjegyzés                                                        |
| ------------ | -------------- | -------- | ---------------- | ----------------------------------------------------------------- |
| Magyarország | Groupama Aréna | Budapest | 23 689           |                                                                   |
| Kazahsztán   | Asztana Aréna  | Asztana  | 30 244           | A 2019-es UEFA-szuperkupa-mérkőzés rendezése iránt is érdeklődött |

A következő országok szövetségei szintén érdeklődtek a rendezés iránt, de hivatalos pályázatot nem nyújtottak be:
- Csehország: Eden Aréna, Prága
- Litvánia: Darius and Girėnas Stadion, Kaunas
- Skócia: Hampden Park, Glasgow
- Spanyolország: Coliseum Alfonso Pérez, Getafe

2017. szeptember 20-án vált hivatalossá, hogy a 2019-es döntőt a budapesti Groupama Arénában rendezik.

## Út a döntőig
| Lyon          | Lyon     | Lyon        | Lyon        | Forduló             | Barcelona      | Barcelona | Barcelona   | Barcelona   |
| ------------- | -------- | ----------- | ----------- | ------------------- | -------------- | --------- | ----------- | ----------- |
| Ellenfél      | Eredmény | 1. mérkőzés | 2. mérkőzés | Főtábla             | Ellenfél       | Eredmény  | 1. mérkőzés | 2. mérkőzés |
| Avaldsnes     | 7–0      | 2–0 (V)     | 5–0 (H)     | A legjobb 32 között | BIIK Kazygurt  | 4–3       | 1–3 (V)     | 3–0 (H)     |
| Ajax          | 13–0     | 4–0 (V)     | 9–0 (H)     | Nyolcaddöntő        | Glasgow City   | 8–0       | 5–0 (H)     | 3–0 (V)     |
| VfL Wolfsburg | 6–3      | 2–1 (H)     | 4–2 (V)     | Negyeddöntő         | LSK Kvinner    | 4–0       | 3–0 (H)     | 1–0 (V)     |
| Chelsea       | 3–2      | 2–1 (H)     | 1–1 (V)     | Elődöntő            | Bayern München | 2–0       | 1–0 (V)     | 1–0 (H)     |

- megjegyzés: H = hazai , V = vendég

## A mérkőzés
| 2019. május 18. 18:00 (CEST) |

| Lyon                              | 4–1               | Barcelona   |
| --------------------------------- | ----------------- | ----------- |
| Marozsán 5' Hegerberg 14' 19' 30' | (4–0) Jegyzőkönyv | Oshoala 89' |

| Groupama Aréna, Budapest Nézőszám: 19,487 Játékvezető: Anasztaszija Pusztovojtova (orosz) |

| Lyon | Barcelona |

| GK             | 16 | Sarah Bouhaddi        |     |     |
| RB             | 2  | Lucy Bronze           |     |     |
| CB             | 3  | Wendie Renard (c)     | 25' |     |
| CB             | 29 | Griedge Mbock Bathy   |     |     |
| LB             | 7  | Amel Majri            |     |     |
| CM             | 24 | Jess Fishlock         |     | 72' |
| CM             | 6  | Amandine Henry        |     |     |
| CM             | 10 | Marozsán Dzsenifer    |     |     |
| RW             | 11 | Shanice van de Sanden |     | 63' |
| CF             | 14 | Ada Hegerberg         | 16' |     |
| LW             | 9  | Eugénie Le Sommer     |     | 82' |
| Cserék:        |    |                       |     |     |
| GK             | 1  | Lisa Weiß             |     |     |
| DF             | 4  | Selma Bacha           |     | 82' |
| DF             | 21 | Kadeisha Buchanan     |     |     |
| DF             | 26 | Carolin Simon         |     |     |
| MF             | 5  | Kumagai Szaki         |     | 72' |
| FW             | 20 | Delphine Cascarino    |     | 63' |
| FW             | 25 | Sole Jaimes           |     |     |
| Vezetőedző:    |    |                       |     |     |
| Reynald Pedros |    |                       |     |     |

| GK           | 1  | Sandra Paños           |  |     |
| RB           | 8  | Marta Torrejón         |  |     |
| CB           | 17 | Andrea Pereira         |  | 81' |
| CB           | 4  | Mapi León              |  |     |
| LB           | 15 | Leila Ouahabi          |  |     |
| RM           | 6  | Vicky Losada (c)       |  |     |
| CM           | 14 | Aitana Bonmatí         |  | 69' |
| CM           | 11 | Alexia Putellas        |  |     |
| LM           | 9  | Mariona Caldentey      |  |     |
| CF           | 22 | Lieke Martens          |  |     |
| CF           | 16 | Toni Duggan            |  | 69' |
| Cserék:      |    |                        |  |     |
| GK           | 25 | Gemma Font             |  |     |
| DF           | 3  | Stefanie van der Gragt |  | 81' |
| DF           | 5  | Melanie Serrano        |  |     |
| MF           | 10 | Andressa Alves         |  | 69' |
| MF           | 12 | Patricia Guijarro      |  |     |
| FW           | 20 | Asisat Oshoala         |  | 69' |
| FW           | 21 | Nataša Andonova        |  |     |
| Vezetőedző:  |    |                        |  |     |
| Lluís Cortés |    |                        |  |     |

| A mérkőzés legjobbja: Ada Hegerberg (Lyon) Asszisztensek: Jekatyerina Kurocskina Petruţa Iugulescu Negyedik játékvezető: Kulcsár Katalin Tartalék játékvezető: Török Katalin | Szabályok - 90 perc játékidő. - 30 perc hosszabbítás döntetlen esetén. - Ha ezt követően sincs döntés, akkor tizenegyesrúgások következnek. - Hét cserejátékos nevezhető. - Maximum három, hosszabbítás esetén plusz egy cserelehetőség. |

| Statisztika          | Lyon | Barcelona |
| -------------------- | ---- | --------- |
| Gól                  | 4    | 1         |
| Összes lövés         | 19   | 10        |
| Kaput eltaláló lövés | 11   | 2         |
| Védés                | 1    | 7         |
| Labdabirtoklás       | 53%  | 47%       |
| Szöglet              | 3    | 2         |
| Szabálytalanság      | 8    | 8         |
| Les                  | 6    | 6         |
| Sárga lap            | 2    | 0         |
| Piros lap            | 0    | 0         |